# Alaszkai mormota
Az alaszkai mormota (Marmota broweri) az emlősök (Mammalia) osztályának a rágcsálók (Rodentia) rendjébe, ezen belül a mókusfélék (Sciuridae) családjába és a földimókusformák (Xerinae) alcsaládjába tartozó faj.

## Elterjedése, előfordulása
Az Amerikai Egyesült Államokbeli Alaszka állam tundráin él.

## Megjelenése
Durva szőrzete  és bozontos farka van. Testhossza 539–652 mm, testtömege 2,50–4 kg.

## Életmódja
Táplálékát füvek, magvak, hüvelyesek és rovarok képezik. Ragadozói a prérifarkas, a rozsomák, a szürke farkas, a grizzly medve és a térségben élő sasfajok. Az alaszkai mormota átlagosan 14 évig él a természetben.

## Szaporodása
Monogám, a nőstény 3–8 kölyöknek ad életet.